# 8169 Mirabeau
8169 Mirabeau (1991 PO2) là một tiểu hành tinh vành đai chính được phát hiện ngày 2 tháng 8 năm 1991 bởi E. W. Elst ở Đài thiên văn Nam Âu.